# Municipio de Union (condado de Hancock)
El municipio de Union (en inglés: Union Township) es un municipio ubicado en el condado de Hancock en el estado estadounidense de Ohio. En el año 2010 tenía una población de 1783 habitantes y una densidad poblacional de 19,31 personas por km².

## Geografía
El municipio de Union se encuentra ubicado en las coordenadas 40°57′2″N 83°49′24″O / 40.95056, -83.82333. Según la Oficina del Censo de los Estados Unidos, el municipio tiene una superficie total de 92.32 km², de la cual 92,22 km² corresponden a tierra firme y (0,1 %) 0,09 km² es agua.

## Demografía
Según el censo de 2010, había 1783 personas residiendo en el municipio de Union. La densidad de población era de 19,31 hab./km². De los 1783 habitantes, el municipio de Union estaba compuesto por el 96,8 % blancos, el 0,67 % eran afroamericanos, el 0,11 % eran amerindios, el 0,95 % eran asiáticos, el 0,17 % eran de otras razas y el 1,29 % eran de una mezcla de razas. Del total de la población el 1,12 % eran hispanos o latinos de cualquier raza.